# Ле Верн, Мари
Мари Ле Верн — французский политик, депутат Национального собрания, член Социалистической партии Франции.

## Биография
Родилась 11 января 1983 года в городе Буа-Гийом (департамент Приморская Сена). Дочь бывшего президента Генерального совета региона Верхняя Нормандия, сенатора и депутата Национального собрания Алена Ле Верна (Alain Le Vern). Изучала право в самом престижном юридическом вузе Франции - Ассас (Париж-II), работала в частных  компаниях.
Вступив в Социалистическую партию, при поддержке отца начинает активное участие в политике. В 2007 году выдвинута кандидатом социалистов на выборах в Национальное собрание по 12-му округу департамента Приморская Сена, но потерпела сокрушительное поражение, не пройдя во 2-й тур. В 2011 году была избрана в Генеральный совет департамента Приморская Сена от кантона Бланжи-сюр-Брель, с января 2014 по декабрь 2015 года занимала пост вице-президента совета. В 2014 году под вторым номером в списке левых прошла в совет коммуны Бланжи-сюр-Брель. В марте 2015 года избрана в Совет департамента Приморская Сена от кантона Э.
На выборах в Национальное собрание Франции в 2012 году Мари Ле Верн стала заместителем кандидата социалистов по 6-му избирательному округу департамента Приморская Сена, своей мачехи Сандрин Юрель. Юрель была избрана депутатом, но 27 августа 2015 года ушла в отставку, и Мари Ле Верн заняла ее место в Национальном собрании.
На выборах в Национальное собрание в 2017 году Мари Ле Верн баллотировалась как кандидат социалистов по 6-му избирательному округу, заняла в первом туре шестое место менее чем с 10 % голосов и сдала мандат депутата Национального собрания.

## Занимаемые выборные должности
27.03.2011 — 29.03.2015 — член Генерального совета департамента Приморская Сена 

30.03.2014 — 28.08.2015 — член совета коммуны Бланши-сюр-Брель 

с 29.03.2015 — 19.06.2021 — член Совета департамента Приморская Сена от кантона Э 

28.08.2015 — 20.06.2020 — депутат Национального собрания Франции от 8-го избирательного округа департамента Приморская Сена.